# Checoslovaquia en los Juegos Olímpicos de Roma 1960
Checoslovaquia estuvo representada en los Juegos Olímpicos de Roma 1960 por un total de 116 deportistas que compitieron en 13 deportes.  
El portador de la bandera en la ceremonia de apertura fue el luchador Jiří Kormaník.

## Medallistas
El equipo olímpico checoslovaco obtuvo las siguientes medallas:
| Nombre | Deporte            | Competición                  |
| --- | ------------------ | ---------------------------- |
| Oro |                    |                              |
| Bohumil Němeček | Boxeo              | Superligero (63,5 kg) M      |
| Eva Bosáková | Gimnasia artística | Barra F                      |
| Václav Kozák Pavel Schmidt | Remo               | Doble scull (M2x) M          |
| Plata |                    |                              |
| Dana Zátopková | Atletismo          | Jabalina F                   |
| Eva Bosáková Věra Čáslavská Matylda Matoušková Hana Růžičková Ludmila Švédová Adolfína Tkačíková                                 | Gimnasia artística | Concurso completo por eqs. F |
| Bronce |                    |                              |
| Josef Němec | Boxeo              | Pesado (+81 kg) M            |
| Bohumil Kubát | Lucha grecorromana | +87 kg M                     |
| Bohumil Janoušek Jan Jindra Jiří Lundák Stanislav Lusk Václav Pavkovič Luděk Pojezný Jan Švéda Josef Věntus Miroslav Koníček (t) | Remo               | Ocho con timonel (M8+) M     |